# アナベルのバタフライダンス
『アナベルのバタフライダンス』(Annabelle Butterfly Dance) は、1894年に制作されたキネトスコープ用の短編映画。エジソン・マニュファクチャリング・カンパニーがアナベル・ムーアを出演させて制作した数本のサイレント映画のひとつである。この作品の中で、アナベルは、人気の高かった彼女のダンスの演目の中から蝶の衣装を着て踊るものを演じている。
最初にバタフライダンスが撮影された時点で16歳だった彼女にとって、バタフライダンスは、サーペンタインダンス、サンダンスとともに人気の高い演目であった。キネトスコープでも本作は人気となり、しばしば破損、消耗することがあったため、プリントの焼き直しや、再撮影が繰り返され、また手彩色されたフィルムも作られた。このため同一のタイトルで撮影時期が異なるバージョンが存在しており、例えば、バイオグラフが1896年に映画制作に着手した際に、最初に手がけた作品群の中にもバタフライダンスを含む彼女のダンスの映画が含まれていた。